# 索特尼基夫卡
50°21′42″N 31°49′55″E / 50.36167°N 31.83194°E
索特尼基夫卡（烏克蘭語：Сотниківка）是位於烏克蘭北部的村莊，由基辅州鲍里斯皮尔区的亞霍滕市鎮負責管轄。該村始建於1729年，面積6.4平方公里，海拔高度124米，2001年人口1,068，人口密度每平方公里166.9人。